# Antipater II av Makedonien
Antipater II  var kung av Makedonien från 279 till 279 f.Kr.